# مبارك نجم
اللواء الدكتور مبارك نجم عبد الله عيسى النجم (مواليد 1957 في المحرق) موسيقي وضابط بحريني.

## النشأة والتعليم
وُلد نجم في فريج (حي) المري في مدينة المحرق في عام 1957. كانت عائلته تتكون من أب يعمل في الغوص وصيد اللؤلؤ ثم بعد أن بارت تجارة اللؤلؤ اتجه إلى تجارة مواد البناء وعلف المواشي فيما كانت والدته حافظة للموروث الشعبي والمواويل رغم أميتها. يعد نجم بين إخوته الستة الثالث في الترتيب بعد راشد وحمد وقبل أحمد وحسين وعلي.
في عام 1963 التحق مباشرة بمدرسة المحرق الشمالية الابتدائية للبنين (حاليا مدرسة عمر بن الخطاب الإعدادية للبنين) ولم يسبق له الالتحاق بأي روضة أو حضانة أو كتاتيب المطوع. في عام 1969 انتقل للدراسة في مدرسة طارق بن زياد الإعدادية للبنين في شرق المحرق حيث درس الموسيقى فيها وبعدها تخرج من مدرسة الهداية الثانوية في عام 1973 حصل على منحة دراسية للدراسة في مصر. درس الموسيقى في معهد الكونسرفتوار وتخرّج في عام 1981 بدرجة امتياز. أثناء دراسته في مصر شارك في الغناء والألحان في عدة حفلات أقامها نادي طلبة البحرين في القاهرة.

## المسيرة المهنية
بدأ بتأليف الموسيقى وهو لم يتجاوز سن الثالث عشر. انضم إلى فرقة الأنوار الموسيقية بالمنامة التي رحبت به كعازف على العود فرافق الفرقة في كل حفلاتها واتخذ مقعده في الصف الأول رغم صغر سنه مقارنة بأعمار أعضاء الفرقة الآخرين. وفي هذه الأثناء حث زملاءه بتنفيذ أغان خاصة بهم بدلا من ترديد أغاني الآخرين وقدم لهم ألحان كان قد صاغها بنفسه. وكان أول أغنية من ألحانه سجلتْ في القاهرة بمصاحبة الفرقة الماسية في 20 مايو 1972 أي عندما كان الرجل في الصف الأول ثانوي وهي أغنية «حناج ورق» التي أداها يعقوب بومطيع فاشتهرت واشتهر مطربها ولفتت الأنظار في كل الخليج العربي ولاسيما في الكويت التي كانت آنذاك تحتل موقع الصدارة في المجال الفني خليجيا باستوديوهاتها وفرقها الموسيقية وإذاعتها المسموعة.
في عام 1981 وعلى الرغم من العروض التي أتيحت أمامه للعمل في وزارتي الإعلام والتربية إلا أنه استجاب لطلب وزير الداخلية آنذاك محمد بن خليفة آل خليفة الذي كان قد قابله قبل تخرجه بسنوات وطلب منه العمل في فرقة الشرطة والأمن العام الموسيقية والمساهمة في تطويرها ووقتها كان على رأس هذه الفرقة التي تعد من أقدم الفرق في المنطقة كون تأسيسها يعود إلى عام 1929 على يد مستشار حكومة البحرين البريطاني تشارلز بلغريف الذي رعاها شخصياً وقام بتعليمها النوتة الموسيقية وتزويدها بالآلات النحاسية العقيد محمد صدقي عياش فتم تعيين مبارك نائباً له من بعد اجتيازه دورة عسكرية استغرقت 6 أشهر. التحق بالعديد من الدورات الخاصة بالموسيقى العسكرية خارج البحرين. في عام 1983 بعثته وزارة الداخلية إلى بريطانيا لدراسة فن القيادة.
في عام 1988 تقاعد العقيد عياش وحل مبارك مكانه قائداً للفرقة. لكن قبل هذا وتحديداً في عام 1988 حصل مبارك من وزارة الداخلية على بعثة دراسية إلى بريطانيا مدتها سنة وغرضها الحصول على شهادة قائد موسيقا. وبالفعل سافر إلى بريطانيا وحصل على الشهادة المطلوبة بتقدير امتياز لكنه بدلاً من أن يعود طلب من وزارة الداخلية تمديد فترة ابتعاثه لمدة سنة أخرى كي ينال شهادات عليا أخرى في مجال الموسيقى العسكرية والموسيقى العالمية فكان له ذلك حيث عاد إلى البحرين في عام 1990 وفي جعبته أربع شهادات لم يسبق لأي طالب خارج بريطانيا ودول الكومنولث أن حصل عليها في مجال قيادة الفرق الموسيقية واشتملت هذه الشهادات على: شهادة مدير موسيقات من المدرسة الملكية البحرية للموسيقى KENT (ديسمبر 1990) وشهادة زمالة الكلية الملكية للموسيقى بلندن ARCM (ديسمبر 1998) ودبلوم قيادة الفرق العسكرية من الأكاديمية الملكية للموسيقى بلندن LRAM (مايو 1998) ودبلوم المدرسة الملكية البحرية للموسيقى KENT (أبريل 1998).
كنوع من التقدير والتكريم لهذه الإنجازات تمت ترقيته بعد عودته من بريطانيا من رتبة نقيب إلى رتبة رائد ثم توالت الترقيات بعد ذلك مع كل إنجاز جديد باسم البحرين. سافر نجم في دورات دراسية إلى دول غير مصر وبريطانيا مثل الولايات المتحدة واليابان والنمسا والسويد وشارك في ورش عمل مع كبار القادة الموسيقيين العالميين وحضر العديد من مؤتمرات الجمعية العالمية للفرق السيمفونية وموسيقى آلات النفخ وساهم في ملتقيات خاصة بالموسيقى التقليدية والموسيقى العربية وتواجد كقائد لفرقة شرطة البحرين في مهرجانات أقيمت في الولايات المتحدة وألمانيا وبريطانيا وإيطاليا وروسيا وغيرها.
حصل على درجة الدكتوراه بمرتبة الشرف الأولى في الموسيقى من معهد الكونسرفتوار بالقاهرة. يحمل حاليا رتبة لواء في وزارة الداخلية ويقود الفرقة الموسيقية للشرطة. يتولى رئاسة معهد البحرين للموسيقى الذي ساهم في تأسيسه. كما يترأس المعهد الهندي للفنون الاستعراضية الذي ساهم في تأسيسه أيضاً. شغل عضوية الجمعية البريطانية للموسيقى السيمفونية وموسيقى آلات النفخ والجمعية العالمية للموسيقى السيمفونية وموسيقى آلات النفخ وممثلها الرسمي في منطقة الخليج العربي.
تعاون نجم مع تلفزيون البحرين في التأليف الموسيقي للأغاني في الأعمال الفنية التي انتجها ومنها البيت العود (1993) وفرجان لول (1994) وآه يا سلمان (1997) وحزاوي الدار (1997) وسرور (1999).
في 24 أكتوبر 2018 دشن ألبوم «أغاني المرأة البحرينية الشعبية» وذلك بالتعاون مع مكتب سبيكة بنت إبراهيم آل خليفة زوجة ملك البحرين ورئيسة المجلس الأعلى للمرأة.

## المؤلفات
- الأوتار سلم المايسترو (2008) (سيرة ذاتية)

## التكريم
حظي نجم بتكريم بدار الأوبرا المصرية في عام 2016 بمناسبة اليوبيل الفضي لمهرجان الموسيقى العربية ضمن 16 شخصية عربية ساهمت في إثراء الحياة الفنية في مصر والبلاد العربية وتم تكريمه عام 2016 على مسرح البحرين الوطني بمناسبة اليوبيل الفضي لمهرجان البحرين الدولي للموسيقى لقيادته فرقة موسيقى الشرطة وتقديمه أعمالا سيمفونية للودفيج فان بيتهوفن ويوهان شتراوس الابن وبيتر إليتش تشايكوفسكي وتم تكريمه في اجتماع وزراء الثقافة لدول مجلس التعاون الخليجي المنعقد بالبحرين سنة 2013 وتم تكريمه بمنحه «قيثارة دلمون للإبداع» على هامش مهرجان البحرين الدولي للموسيقى عام 2007 وتم تكريمه في البحرين في عام 2002 من قبل المجمع العربي للموسيقى التابع لجامعة الدول العربية.